# Castellana Grotte
Pour les articles homonymes, voir Castellana.
Castellana Grotte est une commune de la ville métropolitaine de Bari dans les Pouilles en Italie.

## Histoire

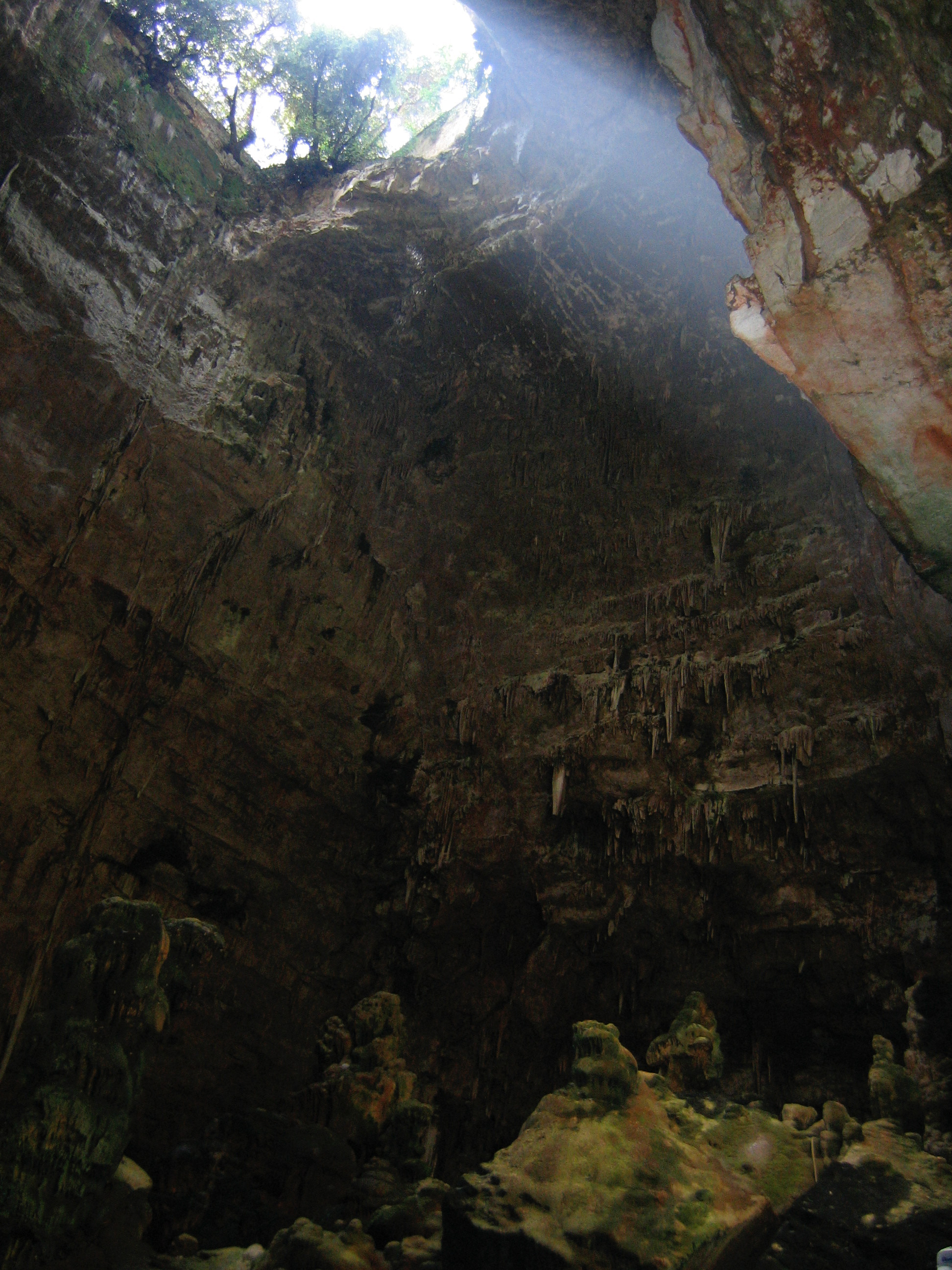
Accès naturel de la grotte

Castellana Grotte possède un centre historique regorgeant d’églises et de splendides palais aristocratiques du XVIIIe siècle. Les premières archives remontent au Xe siècle et elles témoignent l’appartenance aux abbesses du monastère de Conversano. 

### Les grottes
Le 23 janvier 1938, le spéléologue Franco Anelli découvrit les grottes de Castellana, qui se déroulent sur trois kilomètres le long d’un souterrain, à des dizaines de mètres de profondeur. On y découvre des formations d’albâtre, des stalagmites et stalactites de millions de couleurs, des petits lacs souterrains et de fantastiques cavernes, témoignant d'anciennes civilisations préhistoriques.
Le parcours d'environ trois heures permet d’admirer la Grotta Nera (grotte noire), le Cavernone dei monumenti (la salle des monuments), le Cavernone della civetta (la salle de la chouette), la Cavernetta del presepe (la cave de la nativité) et la Grotta Bianca (la grotte Blanche), considérée la plus belle grotte au monde.

## Économie
Le territoire communal fait partie de la zone de production de la mozzarella di Gioia del Colle (AOP).

## Culture

### Sport
La ville dispose de son propre stade municipal, le Stade communal Azzurri d'Italia, doté de 1 500 places assises.

## Administration
| Période                                  | Période  | Identité                  | Étiquette | Qualité |
| ---------------------------------------- | -------- | ------------------------- | --------- | ------- |
| 28 mai 2002                              | En cours | Simone Cosimo Leone Pinto |           |         |
| Les données manquantes sont à compléter. |          |                           |           |         |

### Communes limitrophes
Alberobello, Conversano, Monopoli, Noci, Polignano a Mare, Putignano